# Bell 412
El Bell 412 és un helicòpter bimotor amb hèlice de quatre pales dissenyat i fabricat per Bell Helicopter. És la versió més evolucionada de la família d'helicòpter Huey derivats del famós Bell UH-1 Iroquois.

## Disseny i desenvolupament
El Bell 412 va iniciar el seu desenvolupament a fins de la dècada de 1970 modificant dos Bell 212 com a prototips. La modificació principal consistia en substituir l'antic rotor de dos pales per un de quatre pales i menor diàmetre. El primer prototip va volar l'agost de 1979 i la certificació i entrega dels models en sèrie es va iniciar el gener de 1981.

## Especificacions (412EP)

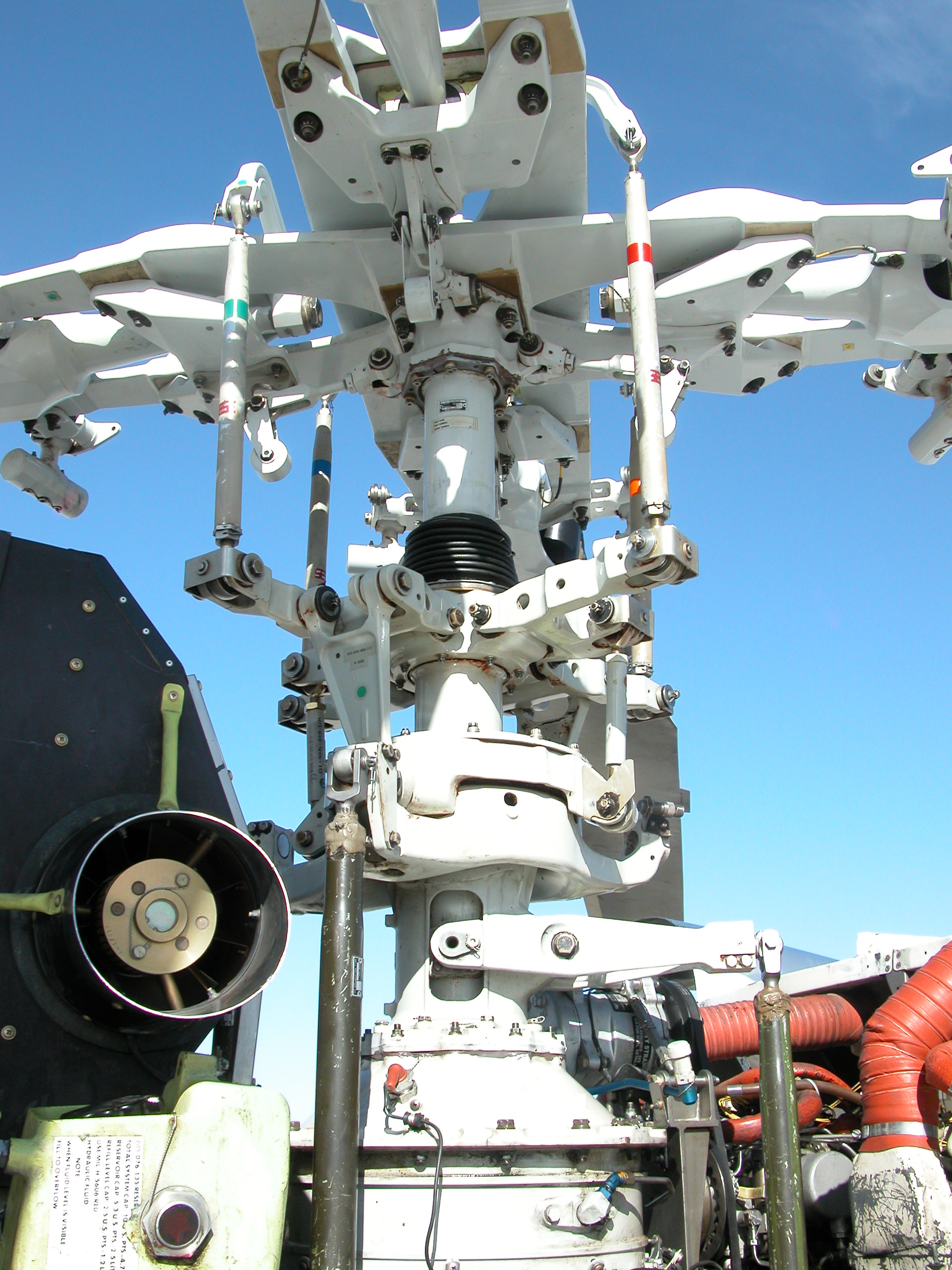
Cap del rotor i transmissió d'un Bell 412.

Dades de International Directory of Civil Aircraft, Bell 412EP Product Specifications
Característiques generals
- Tripulació: un o dos pilots
- Capacitat: fins a 13 passatgers, càrrega externa màxima de 3.000 kg
- Longitud: 17'1 m
- Diàmetre del rotor: 14'0 m
- Alçada: 4'6 m
- Superfície del disc 154'4 m²
- Pes buit: 3.079 kg
- Pes màxim d'enlairament: 5.397 kg
- Motors: 1×  turboeixos Pratt & Whitney Canada PT6T-3D o PT6T-3DF Twin-Pac, 1.250 cv (932 kW) conjunts , 900 cv (671 kW) per cada turboeix
- Fuselage length: 43 ft (13.1 m)

 Rendiment 
- Velocitat màxima: 140 nusos (259 km/h)
- Velocitat de creuer: 122 nusos (226 km/h)
- Abast: fins a 980 km
- Sostre de servei: 20,000 peus (6.096 m)
- Ràtio d'ascens: 1,350 ft/min
- Potència/pes: 437 W/kg